# Sjarhej Kaszizyn
Sjarhej Alehawitsch Kaszizyn (belarussisch Сяргей Алегавіч Касьціцын, russisch Сергей Олегович Костицын/Sergei Olegowitsch Kostizyn; * 20. März 1987 in Nawapolazk, Weißrussische SSR) ist ein belarussischer Eishockeyspieler, der seit 2022 bei Metallurg Schlobin in der belarussischen Extraliga unter Vertrag steht. Sein älterer Bruder Andrej ist ebenfalls ein professioneller Eishockeyspieler.

## Karriere
Sjarhej Kaszizyn begann seine Karriere als Eishockeyspieler in der belarussischen Extraliga, in der er von 2002 bis 2005 für Polimir Nawapolazk, den HK Junost Minsk und den HK Homel aktiv war. Anschließend wurde er im NHL Entry Draft 2005 in der siebten Runde als insgesamt 200. Spieler von den Montréal Canadiens ausgewählt. Zunächst verbrachte der Angreifer jedoch zwei Spielzeiten bei den London Knights in der Ontario Hockey League, die ihn beim CHL Import Draft 2005 in der ersten Runde als insgesamt 57. Spieler ausgewählt hatten, ehe er in der Saison 2007/08 sein Debüt für die Canadiens in der National Hockey League gab. In der Zeit bei den Knights erreichte er 2006 das Finale und 2007 das Halbfinale um den J. Ross Robertson Cup der OHL. Im Juni 2010 wurde Kaszizyn in einem Tauschgeschäft zu den Nashville Predators transferiert, bei denen er in den folgenden beiden Spielzeiten zu den erfolgreichsten Scorern zählte.
Die aufgrund des Lockouts verkürzt ausgetragene NHL-Saison 2012/13 begann er beim HK Awangard Omsk in der Kontinentalen Hockey-Liga, ehe er nach Beendigung des Lockouts im Januar 2013 nach Nashville zurückkehrte. Im Juli 2013 unterzeichnete der Belarusse einen Dreijahresvertrag beim HK Awangard Omsk und verließ die Predators somit endgültig. Mit Awangard verpasste er in der Saison 2013/14 die Play-offs und nahm daher am Wettbewerb um den Nadeschda-Pokal teil, den sein Verein letztlich gewann. Im Juni 2014 tauschte ihn Awangard Omsk gegen Konstantin Barulin von Ak Bars Kasan ein, da man einen starken russischen Torhüter verpflichten wollte. Für Kasan kam er in 61 KHL-Partien auf 30 Scorerpunkte, ehe er zur folgenden Spielzeit zu Torpedo Nischni Nowgorod wechselte. Auch bei Torpedo stand er ein Jahr unter Vertrag und erzielte in 62 KHL-Partien 24 Scorerpunkte. Nach dem Ende der Saison 2015/16 verließ er Torpedo wieder und wurde im Juni 2016 vom HK Dinamo Minsk verpflichtet. Dort stand er für ein Jahr unter Vertrag, ehe er 2017 zu Torpedo zurückkehrte. Nachdem er 2018/19 erneut bei Dinamo Minsk auf dem Eis stand, unterbrach er seine Karriere verletzungsbedingt für ein Jahr. Seit Januar 2021 spielte er für die Bratislava Capitals in der Österreichischen Eishockey-Liga. Die folgende Spielzeit begann er beim HSC Csíkszereda aus der Ersten Liga, den er aber bereits im Oktober 2021 wieder verließ. Im Dezember des Jahres unterschrieb er einen Vertrag beim ukrainischen HK Sokil Kiew, wo er bis zum Saisonende blieb. Anschließend kehrte er in die Heimat zürck und wurde 2023 und 2024 mit Metallurg Schlobin belarussischer Meister.

### International
Für Belarus nahm Kaszizyn an der U18-Junioren-B-Weltmeisterschaft 2005 sowie den U18-Junioren-Weltmeisterschaften 2003 und 2004 teil. Des Weiteren stand er im Aufgebot Belarus’ bei den U20-Junioren-B-Weltmeisterschaften 2004 und 2006 und der U20-Junioren-Weltmeisterschaft 2007.
Im Seniorenbereich vertrat er Belarus bei den Weltmeisterschaften der Top-Division 2008, 2012, 2014, 2015, 2016, 2017 und 2021. Zudem vertrat er seine Farben bei den Olympischen Winterspielen 2010 in Vancouver und der Olympiaqualifikation für die Winterspiele 2018 in Pyeongchang.

## Erfolge und Auszeichnungen
- 2004 Belarussischer Pokalsieger mit dem HK Homel
- 2006 OHL First All-Rookie-Team
- 2007 OHL Third All-Star-Team
- 2013 KHL All-Star Game (Nominierung, aber keine Teilnahme)
- 2014 Nadeschda-Pokal-Sieger mit dem HK Awangard Omsk
- 2023 Belarussischer Meister mit Metallurg Schlobin
- 2024 Belarussischer Meister mit Metallurg Schlobin

### International
- 2004 Aufstieg in die Top-Division bei der U20-Junioren-Weltmeisterschaft der Division I
- 2005 Aufstieg in die Top-Division bei der U18-Junioren-Weltmeisterschaft der Division I
- 2005 Bester Vorlagengeber der U18-Junioren-Weltmeisterschaft der Division I, Gruppe A (gemeinsam mit Anže Kopitar, Sergei Tron und Klemen Žbontar)
- 2006 Aufstieg in die Top-Division bei der U20-Junioren-Weltmeisterschaft der Division I
- 2006 Topscorer der U20-Junioren-Weltmeisterschaft der Division I, Gruppe B
- 2006 Bester Torschütze der U20-Junioren-Weltmeisterschaft der Division I, Gruppe B
- 2006 Bester Vorlagengeber der U20-Junioren-Weltmeisterschaft der Division I, Gruppe B

## Karrierestatistik

### International
Vertrat Belarus bei:
| - U18-Junioren-Weltmeisterschaft 2003 - U20-Junioren-Weltmeisterschaft der Division I 2004 - U18-Junioren-Weltmeisterschaft 2004 - U20-Junioren-Weltmeisterschaft 2005 - U18-Junioren-Weltmeisterschaft der Division I 2005 - U20-Junioren-Weltmeisterschaft der Division I 2006 - U20-Junioren-Weltmeisterschaft 2007 - Weltmeisterschaft 2008 | - Olympische Winterspiele 2010 - Weltmeisterschaft 2012 - Weltmeisterschaft 2014 - Weltmeisterschaft 2015 - Weltmeisterschaft 2016 - Weltmeisterschaft 2017 - Qualifikation für die Olympischen Winterspiele 2018 - Weltmeisterschaft 2021 |

(Legende zur Spielerstatistik: Sp oder GP = absolvierte Spiele; T oder G = erzielte Tore; V oder A = erzielte Assists; Pkt oder Pts = erzielte Scorerpunkte; SM oder PIM = erhaltene Strafminuten; +/− = Plus/Minus-Bilanz; PP = erzielte Überzahltore; SH = erzielte Unterzahltore; GW = erzielte Siegtore; 1 Play-downs/Relegation; Kursiv: Statistik nicht vollständig)